# 超人X
《超人X》（日語：ウルトラマンX，英文：Ultraman X）是屬奥特曼列传系列作品。由日本圓谷製作公司所製作的特攝電視劇，並於2015年7月14日起每周二下午6點到6點30分(JST)在日本東京電視台播出。香港方面，ViuTV則由2017年3月30日至6月16日起，每個星期四下午4:30-5:00間播放；其後由2021年11月5日起，每個星期五於圓谷官方粤語Youtube頻道上線重播。

## 概要
這部作品是屬《奥特曼列传》和《新奥特曼列传》中系列作品之一，描述全新的英雄「超人力霸王X」和特殊防衛部隊X.I.O的成員「大空大地」之間的羈絆故事。在設定中則繼續沿用前作《超人力霸王銀河》中火花娃娃的設定，但是在概念及由來設定上則有所不同。
此外，過去歷代的系列中都是超人力霸王將自己轉變為人類或與人類融為一體。然而在本作中，超人力霸王則是以數據形式寄宿於設備中，並擁有明確的自我意識與主角或是其他人類交流，也是此作品中的一大看點。。
製作發布會於2015年6月18日在東京國際展覽中心舉行，田口清隆導演與眾演員也一同登台。。

### 特色
在《X》之前，超人力霸王通常寄宿在地球時不是變換成人類，就是與人間體融為一體。然而在本作中，超人力霸王X則寄宿在變身道具X終端（エクスデバイザー）中，加強與主角大空大地的間的互動，在故事企劃也明確強調在攻擊怪獸前，防衛隊需要策劃合適的策略和目的來解決任務，並非因為單純怪獸出現而立刻開始攻擊的方式應對。此外，還強調了除了主角外其他成員們的日常生活，無論劇中是否刻畫，也都為角色群準備了詳細的設定，意使登場角色的存在增添深度性，並非單一的看板角色。
至於世界觀的塑造，田口的目標是令人信服的硬科幻，在《銀河》登場的火花娃娃和梵頓星人格爾曼博士的登場，是田口參與製作之前就決定的項目，另一方面，田口也表示他不會以設定為由束縛單元劇導演對拍攝和故事的發展，因此在該作也加入如舊平成系列般各種主題的特殊單元劇，為劇集增加額外的特色。
由於近代的新生代系列中經常會同時出現多個怪獸，使田口認為每個怪獸淪為過場角色也會令觀眾群對其印象逐漸消退，因此在《X》中，則盡量在每個單元劇使中主要怪獸的魅力都帶出來，也使編寫劇本的田口和小林弘利有意識地將怪物描繪成真實的「生物」，雖然在《X》的主題為「與怪獸共存」 ，但與擁有類似主題的《超人力霸王蓋亞》和《超人力霸王高斯》不同，怪獸雖擁有屬於自己的自然保護區，一旦對人類造成重大傷害就會面臨攻擊的下場，在一些單元劇也有增加如「人類對於怪獸的歧視」等人性議題。 
此外，《X》也出現不少歷代系列的超人戰士作為客串演出，除了項目一開始就決定的銀河和勝利，傑洛外，則特別為客串機會稀少的的超人力霸王馬克斯和超人力霸王納克斯製作專屬的劇集，也邀請兩部作品的主演演員客串出演。。

### 評價
《X》第一話播出後引發日本當地的熱門迴響，也在當天便登上Twitter趨勢，曾參與《福家警部補的問候》和《超人力霸王馬克斯》的推理作家・大倉崇裕與落語家・立川志樂也對給予該做極高的評價。。
另外，在超人力霸王納克斯出場的第20話中，《納克斯》的原班人馬佐藤康惠、宮下智美，以及擔任《納克斯》系列構成的長谷川圭一也在推特發表了讚許的評論。

## 故事大綱
十五年前，由於太陽產生的超級閃焰現象，使原本在地球地底、海底以人偶姿態沉睡的火花玩偶以怪獸的形態復活了。為了對抗持續出現的凶惡怪獸及侵略異星人，人類組成了配備超科學機械的特殊防衛部隊「Xio」。
現代，負責分析怪獸以定立陸戰、空戰、宇宙戰等的作戰策的怪獸對抗防衛機構X.I.O，其中一位隊員「大空大地」在進行對電子怪獸的實驗時，超高溫能融化一切的怪獸迪瑪迦出現了！

正當大地陷入巨大的危機之時，隨身攜帶的的多功能裝置卻傳出了不可思議的聲音。受之引導，大地與神秘的光之巨人一體化後，
竟變身成了全新的戰士「超人力霸王X」並開始攜手與威脅地球們的怪獸戰鬥！

## 登場人物

### Xio
- 大空大地（おおぞら だいち）

飾演：高橋健介、童年：一瀨禮旺
配音：潘昀雋（香港）童年：簡森、梁偉德（劇場版）、曹旭鹏（中国大陆）、童年：幽幽
本作主角，超人力霸王X的變身者，年齡20歲。他是Xio日本分部研究開發部門的研究員，同時也作為特搜隊員參與實戰戰鬥，是充滿好奇心的清秀青年。
15年前，他的父母在研究所因為太陽產生的超級閃焰現象而消失在強烈的光芒中。此後，他格外珍視從研究所中得以救出的火花娃娃「哥摩拉」，並透過母親遺留下的無線電接收器，聆聽來自太空的「聲音」，期盼有朝一日能再見父母，為此選擇加入了Xio。在第1話中，太陽發出的超級閃焰現象使地底沉睡的火花人偶「熔鐵怪獸迪瑪加」復活。他在戰鬥中聽到了神秘的聲音，意外與神秘的光輝融合，從此與「超人力霸王X」一體化，共同肩負起守護地球的使命。他也決心實現與怪獸共存的夢想，並在作戰過程中與明日菜產生好感。
第21話中，與格利扎戰鬥時，因未向明日菜坦白身份而道歉，並在她面前與X變身。然而，他和X最終被格利扎擊敗，隨後陷入X殘留的電腦空間中沉睡。最終話中，因明日菜的呼喚甦醒，並與X一同復活，成功擊敗了格利扎。
在電影版的結局中，X恢復實體，兩人一度告別。然而，隨著未知生物入侵太陽系，他在X的提醒下再次與X一體化，繼續為守護地球奮戰。
- 山瀬明日菜（やませ アスナ）

飾演：坂之上茜
配音：成樂怡（香港）、山新（中国大陆）
本作女主角，19歲→20歲，Xio日本分部特捜班實戰隊員。
她是一位擅長格鬥技與地面戰的實力派隊員，經常與大地搭檔作戰，並在怪獸作戰中駕駛浮游戰車型特殊機械「裂地火槍手」。雖然性格傲嬌又嚴厲，但偶爾也會展現少女般的一面，對時尚和甜點尤為感興趣。她與大地之間有著微妙的情感。起初，她認為大地希望人類與怪獸共存的夢想不切實際，但後來被大地堅持不懈的信念所打動，逐漸關心起在戰鬥中受挫的大地，並對他產生了好感。
在第21話中，她因格利扎事件得知大地的真實身份為X。在大地和X被格利扎擊敗後，她發現殘存的彩色計時器中有大地的生命跡象，不顧危險進入電腦空間，將自己對大地的感情坦誠表達，最終成功喚醒大地，兩人合力讓X復活。
- 風間渡（かざま ワタル）

飾演：細田善彥
配音：姚偉鋼（香港）、王敏纳（中国大陆）
24歲，Xio日本分部特搜班的實戰隊員，性格粗獷笨拙但充滿正義感。他是隊伍中的射擊高手，並擅長駕駛特搜車輛及太空飛行機。高中時曾是橄欖球運動員，憑藉出色的運動能力被X.I.O招募。
私下喜愛浪漫電影，特別喜歡《羅馬假期》。他有一位在大學活躍的橄欖球運動員弟弟「勇」以及一位在咖啡店兼職的青梅竹馬「菜菜子」。
- 貴島隼人（きしま ハヤト）

飾演：松本享恭
配音：姚偉鋼（香港）、星河（中国大陆）
24歲，X.I.O日本分部特捜班實戰隊員。具有冷靜和堅忍的性格。性格冷靜堅忍，擁有駕駛戰鬥機型特殊機械「飛行火槍手」的卓越技術，與同期入隊的風間渡隊員是彼此認可的競爭對手。
在第21話中揭露出他出身於長野縣，父母經營一家歷史悠久的手工蕎麥麵餐廳。
- 三日月守（みかづき マモル）

飾演：原田隼人
配音：竺諺鴻（香港）
笑谈（中国大陆）
20歲，X.I.O日本分部的研究開發部門「研究隊」的天才科學家。
是位隨和溫柔的理系男子，不會輕易顯露自己的情緒，也會有顧慮身邊朋友安危的一面。由於熱衷於實驗而與同為研究員的大地意氣相投。
- 高田淚（たかだ ルイ）

飾演：百川晴香
配音：梁雪華（香港）、黃紫藍（劇場版）、幽幽（中国大陆）
18歲，X.I.O日本分部的研究開發部門「研究隊」的年輕科學家。是一名個性開朗、有著獨特的穿衣風格的天才少女。
由於小時候個性與眾不同，無法融入其他孩子的圈子，常因缺少夥伴而感到孤單，最害怕獨自一人。後來被母親送往美國留學，期間完成多項創新發明，並因此受到守的賞識而加入Xio。
她是隊伍中的氣氛製造者，與大地和明日菜等人交情深厚，常用天真爛漫的言行緩解現場的緊張。在第5話中，她因遭到納克爾星人襲擊而被困於次元彼方，最終在傑洛和X的聯手救援下安全獲救，從此對傑洛產生愛慕之情。
- 山岸健（やまぎし タケル）

飾演：TAKERU
配音：戴倫（香港）、藤新（中国大陆）
Xio作戰本部負責管制、通信的通訊員。忠實執行職務，為了通信工作每天會進行發聲訓練。在最終話中為了保護X的彩色計時器而參與了實際戰鬥。
- 松戶千明 （まつど チアキ）

飾演：瀨下千晶
配音：簡森（香港）、张予佟（中国大陆）
於Xio作戰本部負責管制．通信的通訊員。與同樣喜好音樂的山岸意氣相投，在公在私也是好拍檔。在最終話中為了保護X的彩色計時器而參與了實際戰鬥。
- 橘小百合 （たちばな さゆり）

飾演：月船贊良
配音：姜麗儀（香港）、四刀辉彰（中国大陆）
40歲，X.I.O日本分部特搜班副隊長。負責情報分析和作戰策劃，同時以母親般的溫柔關照著隊員們。
她曾是東京都消防廳特別高度救助隊的成員，因此在怪獸作戰時，優先考量人命救助。她的丈夫橘祥吾是醫師，兩人育有兩位女兒，為防範怪獸災害而全家定居於加拿大。
在第20話中，當她得知女兒遭異生獸百慕拉襲擊，因強烈的執念獲得超人力霸王納克斯的力量，成為「光」的適格者，變身為光之巨人前往加拿大擊敗百慕拉。此後，她也曾再度變身成納克斯，與X共同作戰並消滅拜格巴尊布魯德，最終與納克斯分離，成為本作中除了大地之外另一位變身成超人力霸王的隊員。
- 神木正太郎 （かみき しょうたろう）

飾演：神尾佑
配音：蔡忠衛（香港）
宝木中阳（中国大陆）
48歲，X.I.O日本分部特搜班的隊長，堅持「不以打倒敵人為目的，而是理解敵人」的信念。儘管現實中不得不與威脅人類的怪獸戰鬥，他依然抱持著理解與共存的希望，這一信念也讓大地深受影響，但因此與上級南川產生對立。
平時性格沉著冷靜，但曾在一次橄欖球比賽中露出興奮歡呼的有趣一面。在第15話中透露，他11年前是空軍自衛隊的王牌飛行員，卻因任務繁重錯失了與身患重病的妻子「雪」的最後一面，也讓女兒「裕美」承受孤單，父女間因雪的離世而產生隔閡。他自認是個失敗的父親，始終隨身攜帶裕美親手繪製的母親畫像。最終，他和裕美間的矛盾得以化解。
- 梵頓星人格爾曼博士 （ファントン星人グルマン）

配音：松本保典、图特哈蒙（中国大陆）
宇宙人，是X.I.O日本分部的研究開發部門「研究隊」的特別顧問。是負責超線程技術項目的開發者，在劇中主要與高田淚負責研發武器的工作。是位與人類友好的快樂外星人。好奇心強，喜歡發明。同時精通宇宙怪獸和外星人的情報。
由於進餐對梵頓星人是一個相當神聖的行為，有飯前通過舞蹈儀式為城市祈福，而飯後去睡覺的習慣。在第5話因目擊大地親自與X合為一體，並親自送給大地電子卡片，並成為第一位知道大地就是「X」的主要角色。

### UNVER
- 南川大輔 （おおぞら はるか）

飾演：三浦浩一
UNVER日本支部支部長。在聽到亡命宇宙人高德星人tE・rU在城市造成的動盪後親自來到了X.I.O作戰本部。
當石化魔獸加高爾貢將X石化，並在恢復期間發出高頻電波要求地球人在44分鐘內將「tE・rU」交出來時，則立刻聯繫UNVER日內瓦本部，並在七大洲的推動下強硬以使用洲際彈道導彈「Perseus」的態度好殲滅加高爾貢，但並沒有成功。
最終在目睹了加高爾貢被消滅之後，並見識X.I.O出色的團隊合作精神之後則改觀，並向神木承認說：「你們團隊的確非常出色，今後也拜託你了。」根據設定顯示，他是推薦神木到X.I.O擔任隊長的關鍵人物。

### 大空家
- 大空鷹志（おおぞら たかし）

飾演：柳憂怜
配音：大象（中国大陆）
大地的父親，考古學家。他在發現「古代遺物（艾克斯頭鏢）」並從事進行火花娃娃的研究，和妻子一同建立一間宇宙電波研究所。
在15年前因太陽產生的超級閃焰現象時，為了搭救妻子而一同與研究所在光芒中消失無蹤。
- 大空遙（おおぞら はるか）

飾演：越智静香
配音：佳怡（中国大陆）
大地的母親，太空物理學家。經常研究於宇宙誕生和宇宙電波的謎團，並發現發現在15年後的地球已不存在生命電波，並提出了當時地球都已滅絕的結論，然而在透過鷹志發現的「古代遺物（艾克斯頭鏢）」，又可以接受到來自未來的微弱電波，甚至還聽到未來大地的聲音。
在15年前因太陽產生的超級閃焰現象，在研究所與鷹志在光芒中消失無蹤。

### Xio的關係者
- 風間勇 （かざま イサム）

飾演：汐谷恭一
第9話登場，20歲。風間渡的弟弟。
熱心於欖球運動的大學生，將夢想全部賭在橄欖球上，在偶然得知了與自己合租的房客居然是以納克爾星人為首的多位宇宙人後，由於他們只想在地球安靜地生活而漸漸地接受了他們。此後為了幫助納克爾星人等人而組成了「星雲隊」，並捲入了由巴巴外星人所率領的邪惡宇宙人軍團來定勝負的橄欖球比賽。
最初由於敵方犯規的招術導致得分變成0-51的嚴峻場面，但在下半場時勇因燃起鬥志而並扭轉了局面，最終則是以52:51的分數幫助「星雲隊」獲勝。最後他和星雲隊的隊友們則繼續回到宿舍生活。
- 神木裕美 （かみき ひろみ）

飾演：平田薰
第15話登場，21歲，神木隊長的女兒。目前在日產汽車店擔任銷售店員，並即將與一位叫尾形大助的男子結婚。
由於過去父親因工作繁忙錯過與身患重病的母親「雪」的最後一面，這使得她與父親之間產生了隔閡。雖然理解父親的忙碌，她仍在婚禮邀請函中寫道：「如果有時間，請過來。」在婚禮當天，由於神木隊長必須處理古代怪獸哥美斯的襲擊錯過了儀式。但婚禮結束後，裕美依然等待著父親，最終在父親趕到後，兩人終於有機會一同進場，並因此化解了父女之間的矛盾。
在電影版中，據透露他與父親逐漸修復了關係，還將手工製作的糖果寄送給父親。
- 橘薰、橘滿（たちばな みちる）

飾演：渡邉空美（薰）、田牧そら（滿）
第16話，20話登場，橘小百合的女兒。由於避免怪物襲擊而與父親居住在加拿大。在第20話中遭到宇宙怪獸百慕拉的襲擊，但最後則順利被超人力霸王納克斯（母親）所救。
- 橘祥吾  （}）

飾演：川久保拓司（友情出演）
第20話登場，橘小百合的丈夫，職業醫生。由於避免怪物襲擊而與女兒們居住在加拿大，當與女兒們目睹超人力霸王納克斯與百慕拉之間的戰鬥，向納克斯擺出致意的眼神。
- 相澤櫻'

飾演：濱田茲音
第17話登場，9歲，為了躲避怪獸襲擊與母親搬到鄉下。她意外結識了居住在森林的友善珍獸皮克蒙，並與它建立了深厚的友誼。當皮克蒙因察覺怪獸來襲而現身於人群中時，玲子依然堅信它是無害的「朋友」。最終怪獸事件解決後，她繼續與皮克蒙保持友誼，並讓大地相信「人類與怪獸可以共存」的希望得以部分實現。
- 菜菜子 （菜々子）

飾演：大塚千弘
第18話登場，24歲，風間渡的青梅竹馬。在渡的介紹下目前在一間咖啡店擔任兼職。是渡的暗戀對象，然而菜菜子卻被一旁的隼人吸引到，不曾注意到渡對自己的秘密感情。最後渡對菜菜子的感情則黯淡收場。

### 其他登場角色
- 東馬快斗 （トウマ・カイト）

飾演：青山草太
配音：戴倫（香港）、郭浩然（中国大陆）
第8話登場，超人力霸王馬克斯的人間體，來自M78星雲的紅色光之巨人，擁有星球文明監視員的身份。
為了追捕斯蘭星人庫維拉而來到X所在的宇宙。並以曾經融合的人間體「快斗」的樣貌出現大地及眾人合作，最終現出真身與傑頓對抗。最終，與X聯手擊敗了傑頓和庫維拉，並將自己的部分力量賦予大地與X，協助他們強化戰力後，馬克斯離開了這個宇宙。
- 禮堂光（らいどう ヒカル）

飾演：根岸拓哉
配音：吳國棟（香港）、王晨光（中国大陆）
第13及14話登場，超人力霸王銀河的人間體，年輕陽光，帥氣且堅強的UPG隊員。儘管面對重重困難總能逆境而上。
為了阻止古阿軍團的陰謀，他穿越時空隧道來到X所在的宇宙，並與勝利合體成為「銀河勝利」，與X一起對抗古阿軍團。在清除來自格利扎的暗黑雷暴能源後，他與X共同施展致命一擊，成功消滅亡靈古阿。最後，在X的幫助下，他與勝利和亞里莎一起回到自己的宇宙。
- 翔

飾演：宇治清高
配音：張振熙（香港）、郝祥海（中国大陆）
第13和14話登場，超人力霸王勝利的人間體，來自地底之民的青年，UPG隊員。與禮堂光是患難與共的夥伴，兩人互相支持，並一起作戰。
翔因過去擊敗了宙達，而被古阿軍團強行帶到X所在的宇宙，在成功逃脫後與X並肩作戰，並消滅了馬格馬星人。隨後，他再次與銀河合體成為「銀河勝利」，與X共同對抗古阿。在清除來自格利扎的暗黑雷暴能源後，勝利和X一同施展致命一擊，成功消滅亡靈古阿。最終，勝利與光和亞里莎在X的幫助下回到自己的宇宙。
- 杉田亞里莎  （杉田 アリサ）

飾演：瀧裕可里
配音：徐佳琦（中国大陆）
第13和14話登場，前作《超人力霸王銀河S》的女主角。UPG首屈一指的武鬥派隊員，實戰中其力量不容小覷。
在意外中被古阿軍團強行帶到X所在的宇宙，並協助X和勝利阻止了古阿軍團的陰謀。最終，在成功消滅亡靈古阿後，亞里莎與光和勝利一同返回了她自己的宇宙。
- 高德星人·tE・rU（ゴールド星人tE・rU）

飾演：黃川田將也
第6話登場。非常友好，失去過去記憶的青年。真正身份為高德星王子，家鄉過去被ガーゴルゴン摧毀。
- 幻影宇宙女王·亡靈吉娜（

飾演：佃井皆美
配音：小连杀（中国大陆）
在扭曲的黑暗宇宙誕生的惡魔。與莫魯多亡靈和朱達亡靈組成三為一體的古亞亡靈。

## 本作登場的超人力霸王

### 超人力霸王X
本作登場的超人力霸王戰士，其身份類似於宇宙巡邏員，維護行星的秩序。
在15年前追擊吞噬三顆行星的生物能量並將其毀滅的虛空怪獸格利扎，在宇宙與其激戰後將其扔進太陽，使得太陽引發超級閃焰現象導致地球上的火花人偶實體化，引發了世界性的災難。大地的父母也遭受波及伴隨著七彩的光芒消失在異次元中。
在發現超級閃焰現象帶來的災難將波及到地球時，為了保護地球而耗盡所有的能量，因而失去了身體，自身的生命能量也化為數據漂向了地球，在電子空間漂浮。
在第1話，大地遭遇從地底出現的熔鐵怪獸迪瑪迦的攻擊時，在危急時刻救了大地，並表示自己被大地的固有頻率所吸引，認定了兩人要注定一起戰鬥。於是大地便和X一心同體，為了保護地球的和平而戰鬥。
平時是以數據形式寄宿於設備「X終端」裡，擁有明確的自我意識而經常與大地交流，並透過裝備Xio研究隊研發的「電腦怪獸裝甲」，得到更強大的力量。
- 人間體：大空大地
- 身高：45公尺
- 體重：45000噸
- 年齡：未知
- 飛行速度：9馬赫
- 行走速度：680Km/h
- 水中速度：1.8馬赫
- 握力：82000噸
- 腕力：80000噸

在電影版本中，X恢復了原來的實體，但他能夠做到這一點是「多虧了地球的希望之光」。

#### 變身器
- X終端（エクスデバイザー）

能使大地變身成X的道具，同時也是大地所持有的多設備型變身道具。
與其他Xio隊員使用的通信機的邊框設計不同，X終端的外框是以金色為特徵。
變身動作是舉起X終端，按下終端上方的按鈕，在彈出X的火花人偶後放到終端上讀取，終端將數據釋放出來包裹大地，完成巨大化。
變身後，大地處於X體內的巨大虛擬亞空間中，並施展各種電子卡給X裝備進行怪獸鎧甲。

#### 型態變化
- 哥莫拉裝甲（ゴモラアーマー）

第2話登場，聚集電子哥莫拉的力量於一身的水藍色裝甲，以兩腕的爪子砍擊怪獸的強力戰法為主。
雙臂有巨大的爪型武器，能夠通過注入能量向敵人發出強力的能量波。
- 艾雷王裝甲（エレキングアーマー）

第3話登場，聚集電子艾雷王的力量於一身的金黃色裝甲，以操縱右手臂的裝甲放出的電擊戰法為主。
集槍型的右腕能放出艾雷王般的電擊波並一擊必殺。
- 究極傑洛裝甲（ウルトラマンゼロアーマー）

第5話登場，由超人力霸王傑洛究極型態的電子卡片所激活，外觀和帕拉吉聖盾一樣的武裝鎧甲，但在但細節有所不同。
可以激發出和超人力霸王傑洛一樣的能力，並能夠穿越時空。
- 貝蒙斯坦裝甲（ベムスターアーマー）

第7話登場，由貝蒙斯坦電子卡片激活的武裝鎧甲，左手持巨盾，可吸收攻擊能量並反彈。集電子貝蒙斯坦的力量於一身的黑紫色裝甲。
以盾牌進行能量吸收後反射的防禦戰法為主，盾牌不只能夠防禦，也可以扔出去攻擊敵人。
- 傑頓裝甲（ゼットンアーマー）

第8話登場，聚集電子傑頓的力量集於一身的金黑色裝甲，右手的手腕裝甲可以在出拳時釋放傑頓火焰彈。
是由斯蘭星人化成的東馬快斗博士所帶來的傑頓人偶研發出來的電子卡片，在第9集與傑頓的戰鬥中被傑頓裝甲控制，後被大地用艾雷王卡片強制解除操控。
- 混合裝甲（ハイブリッドアーマー）

最終話登場，匯聚了怪獸的情感與力量，擁有全怪獸之力的究極裝甲，是由全部電子卡片聯結而誕生的最強形態
造型上是由哥莫拉武裝、艾雷王武裝、貝蒙斯坦武裝、傑頓武裝組合而成，擁有遠遠凌駕於Exceed X'的戰鬥力。

#### 強化形態
- 超人力霸王 Exceed X（ウルトラマンエクシードX）

初登場於第13話。X被暗黑雷暴能量擊中後身體被分裂，大地冒生命危險進入電腦世界中搜尋X的數據，融合後誕生的強化形態。
克服重重困難進化成的彩虹巨人，最大的武器是頭頂上的「X頭鏢」可以變成一把散射著彩虹色光芒的神秘的劍。用七彩之力加以強化。擁有能驅逐兇暴化怪獸體內邪氣的力量。
- 貝塔火花裝甲（ベータスパークアーマー）

初登場於電影版，在得到超人力霸王和超人力霸王迪卡賜予的力量而形成的奇蹟裝甲後變成的最強形態
以Exceed X為基礎，將超人力霸王和超人力霸王迪卡的力量變化為電子裝甲裝備在身上，武器為貝塔魔棒與火花棱鏡（神光棒）融合而成的必殺劍——貝塔火花聖劍。

#### 在其他作品的登場
《超人力霸王大河》:第1話
- 電影

《超人力霸王Orb 絆之力，請借我一用吧》（2017年）
《超人力霸王大河:新世代巔峰戰》（2020年）
- 網路劇集

《超級銀河格鬥 新生代英雄》（2019年及2020年）

### 其他登場的超人力霸王
超人力霸王傑洛
 / Ultraman Zero（宮野真守 聲演）
第5話登場，超人七號的兒子，M78星雲光之國新一代的年輕戰士，曾因年少叛逆意圖觸碰電漿火花塔的能量核，險些釀成大錯。
現和結識的鏡子騎士、紅蓮火焰、詹伯特以及詹奈等同伴們隸屬於終極傑洛警備隊。
在本劇中以究極型態的身姿追隨納克爾星人來到X所在的宇宙，並幫助了處於困境中的X，但終究還是讓布萊克王和納克爾星人帶著火花人偶和被抓走的小淚逃走。
而傑羅究極型態的數據被梵頓星人格爾曼博士開發後，令X也擁有穿越時空的能力。最終傑洛搶先到達納克爾星人所在的行星，並與X聯手打敗了敵人後離開X所在的宇宙。
超人力霸王馬克斯
 / Ultraman Max（青山草太聲演）
第8話登場，來自M78星雲光之國的紅色光之巨人，肩負著星球文明監視員的戰士身份。
擬態成過去人間體東馬快斗的形象隱秘行動。在揭穿了庫維拉的陰謀後現出真身迎戰傑頓。但麥克斯無法幫艾克斯脫離裝甲的控制，
隨後更遭到了被控制的X、斯蘭星人和傑頓的三重圍攻。關鍵時刻，大地設法擺脫了傑頓裝甲的操控，並令恢復自由的X和馬克斯聯手對戰兩大敵人。
最終以東馬快斗的形象與X和大地會面，並將自己的一部分力量賦予X加強戰力，隨後便離開X所在的宇宙。
超人力霸王銀河
 / Ultraman Ginga（根岸拓哉聲演）
第14話登場，禮堂光使用銀河火花實體化的超人力霸王，當充滿勇氣的心與銀河相呼應時，禮堂光即與銀河一體化，現出巨大化的身姿。
原本與暗黑路基艾爾是一體，來自未來的超人戰士。在打敗黑暗路基艾爾後，返回了自己的宇宙。
但面臨新的威脅的出現，光希望獲得開拓未來的力量在其意志的引導下在出出現，再次和小光實體化對抗敵人。並發揮著強大的力量。
在本劇中為了阻止古阿軍團的陰謀而並通過時空隧道來到X所在的宇宙，並和勝利再次合體成為銀河勝利，與X聯手對戰亡靈古阿，並在X的幫助下回到了自己的宇宙。
超人力霸王勝利
 / Ultraman Victory（宇治清高聲演）
第13話和第14話登場，太古時代從宇宙而來的光之巨人，作為保護神守護了地球的地底世界，由地底之民的青年翔實體化的超人力霸王。
在本劇中因為殺死宙達而被古阿軍團強行帶往X所在的宇宙，並被套上了特殊面套，成功脫逃後與X並肩作戰並消滅了馬格馬星人，而後並再次與銀河合體成為銀河勝利，與X聯手對戰古阿。
最終則成功消滅亡靈古阿。並在X的幫助下回到了自己的宇宙。
超人力霸王納克斯
 / Ultraman Nexus
第20話登場，通過和適能者們的接觸，賜予他們變身為超人力霸王的能力來和異生獸戰鬥的神秘巨人，真身則是保護整個宇宙和平的傳說巨人「超人力霸王諾亞」。
因X所在的宇宙出現了異生獸拜格巴尊而來到了地球，並將其變身器「進化信賴者」賦予了陷入困境的XIO副隊長--橘小百合，讓她成為新的適能者。
後來的橘副隊長再次變身為納克斯，幫助X脫險，並在美塔領域中和X聯手消滅了異生獸。並在戰鬥結束後與橘副隊長分離，臨走前通過橘副隊長的口中，向X和大地傳達了鼓勵的話語。
橘小百合的丈夫橘祥吾的演員是川久保拓司，曾飾演超人力霸王納克斯的主角孤門一輝。小百合變身成納克斯後和祥吾對看致意，意味著光的羈絆。

## 本作登場的防衛組織

### U.N.V.E.R
地球防衛組織U.N.V.E.R 
全名「Ultimate Noxious event Versus Earth Ranger」是為了防禦15年前從火花娃娃中醒來的怪獸和外星人災害，而協力設立的超越國家範圍的組織。

#### Operation Base X
是UNVER日本支部，皆X.I.O的基地，它位於東京都郊區，外觀為呈現X字形型態的辦公大樓。
在旗下則擁有2,700名員工，在內部除了設有X.I.O指揮室和運營總部之外，其中還有更多特殊設施，如研究開發部門「研究隊」的使用的怪獸實驗室、練武廳和機庫機庫和戰機維修場。
在頂部的X形屋頂則為戰機跑道使用，其中基地也具有部署和防禦緊急情況的功能。

### X.I.O
全名「Xeno invasion outcutters」（異種入侵防衛戰鬥部隊），是為了對抗怪獸而組成的地球防衛組織UNVER裏，擔任實際活動角色的下屬防衛隊伍。
在收到怪獸情報後，負責分析怪獸以定立陸戰、空戰、宇宙戰等的作戰策略。Xio同時亦有對分析怪獸將其數位化為「電腦卡片」的研究，此外使用的機械和設備則配備了語音導航。
除此之外，該組織還設有《有害鳥獣駆除取扱要領》來逮捕從事非法行為的外星人。

## 主要演員名單
主演
- 大空大地 - 高橋健介（日语：高橋健介_(俳優)）
- 山瀬明日菜 - 坂之上茜（日语：坂ノ上茜）
- 風間渡 - 細田善彥（日语：細田善彦）
- 貴島隼人 - 松本享恭
- 高田淚 - 百川晴香（日语：百川晴香）
- 三日月守 - 原田隼人（日语：原田隼人）
- 山岸健 - TAKERU（日语：TAKERU_(歌手)）
- 松戸千明 - 瀨下千晶（日语：Voyager (音楽ユニット)#メンバー）
- 橘小百合 -  月船贊良（日语：月船さらら）
- 神木正太郎- 神尾佑（日语：神尾佑）
- 大空鷹志 - 柳憂怜（日语：柳憂怜）
- 大空遥 - 越智静香（日语：越智静香）
- 大空大地（少年時期） - 一瀬礼旺

客演
- 學生露營車 - 大塚佳奈江、菅原彩香、佐戸彰悟、福井成明（1）
- 俄羅斯人 - 宇那（日语：うなぎひまわり）（1）
- 俄羅斯 / 中東人 - 春咲小紅（1）
- 新加坡人 - 小林雄次、中野貴雄、林壮太郎[12]
- 河原的父親 - 冨田卓（[13]）
- 梅澤市的人群 - 小林弘利、三好昭央（1[14]）
- 梅澤市的人群  / 坂根村的觀光客 - 内田裕基、勝冶京子（[15] / 10[16]）
- 増田公二 - 仲義代（日语：仲義代）（2）
- 増田圭吾 - 鈴木貴雄（2）
- 大使女孩 - 緒澤燈緒（日语：沢あかり）（2）
- 美食家推的學生 - 西田薫子（[17]）
- 間伏涼子 - 佐伯日菜子（3）
- 土岐 - 高橋麻琴（日语：高橋麻琴）（3）
- Xio道場教官 - 岡野弘之（日语：岡野弘之）（4[18]）
- 南川大輔 - 三浦浩一（日语：三浦浩一）（6,7）
- 高德星人·tE・rU- 黄川田雅哉（6,7）
- 春崎優希 - 新舛有紀（6,7）
- 井上和子 - 山田朝華（6）
- 警官 -小島遊園地（日语：小島遊園地）（6）、安藤広郎（9）
- 南川的秘書 - 太宰美緒（日语：太宰美緒）（6,7）
- Xio醫務人員 - [太田彩乃（日语：太田彩乃）（6）
- 東馬快斗 - 青山草太（8）
- 風間勇 - 汐谷恭一（9）
- 伊卡魯斯星人 伊刈 - 関智一（9）
- 巴爾基星人 春木 - 橋本達也（日语：橋本達也）（9）
- 納克爾星人 名栗 - 平野勲人（日语：平野勲人）（9）
- 橄欖球比賽監督 -  石川安彦（日语：石川安彦）（特別出演 / 9）
- 解説 - 比嘉智也（特別出演 / 9）
- 12號選手 - 草野大成（9）
- 9號選手 - 今泉豪樹（9）
- 実況 - 山中敦史（9）
- 「NanNan」雜誌女星 - 高田和加子（写真出演、9）
- 実況席的男 - 岡崎聖（9[19]）
- 須田大和 - 徳井優（日语：徳井優）（10）
- 植木千鶴 - 平田弥里（10）
- 草野敦之 - 水野直（日语：水野直 (俳優)）（10）
- 須田花 - 中村愛依（日语：中村愛依）（10）
- 幻影宇宙女王吉娜 - 佃井皆美（日语：佃井皆美）（12 - 14）
- 禮堂光 - 根岸拓哉（13,14）
- 翔 - 宇治清高（13,14）
- 杉田亞里莎 - 滝裕可里（日语：滝裕可里）（13,14）
- Xio一般隊員 - 蛇澤圭佑（15）
- 神木裕美 - 平田薫（日语：平田薫 (タレント)）（15）
- 神木的妻子 - 森田亜紀（日语：森田亜紀）（15）
- 神木裕美（10歳） - 根本真陽（日语：根本真陽）（15）
- 尾形大助 - 越知靖（15[20]）
- 結婚式的客人 - 鶴田幸伸、高橋健介（15[21][22]）
- 橘薰 - 渡邊空美（日语：渡邉空美）（16,20）
- 橘滿 - 田牧空（日语：田牧そら）（16,20）
- 導演 - イマニシケンタ（16）
- 女大學生 - 芹澤りな（16）
- セミ女 - 宇那（16）
- 凯姆尔人（人間体） - 高橋麻琴（16）
- 人間標本的被害者 - 鈴原かおり、横田存阿、坂井くるみ（16）
- Xio宇宙人犯罪対策部第四課隊員 - 藤丸和徳（16[23]）
- 相澤香織 - 遠藤久美子（17）
- 相澤櫻 - 濱田茲音（日语：濱田ここね）（17）
- 彩乃的母親 - 中山さおり（17）
- 美咲的母親 - 清水智子（17）
- 彩乃 - 佳音（17）
- 美咲 - 木本想（17）
- 松嶋 - 堀本能禮（日语：堀本能礼）（17）
- 田村 - 仁科貴（日语：仁科貴）（17）
- 購物中心的店員 - 金時むすこ（17）
- 皮古蒙過去的朋友 - 齊藤詢乃介、柿木美祈、高橋凛（17）
- 菜菜子 - 大塚千弘（18）
- 咖啡店老闆[24]-井上芳憲（本人出演[25]、18）
- 橄欖球運動員 - 道仙拓真、君永佑太、森タクト、羽生卓人、鈴木哲也、山田至央、安野元裕、矢野弘樹（18）
- 監視器上的狗 - むーちゃん（18[26]）
- 司機 - 髙橋創（18[27]）
- 橘祥吾 - 川久保拓司（友情出演 / 20）
- 柊野原 - 藤岡眞名美（20）
- Xio整備班長 - 辻本貴則（21[28]）

聲演
- 超人力霸王X - 中村悠一
- 兇惡宇宙人扎拉布星人 - 村上洋（日语：村上ヨウ）（4）
- 暗殺宇宙人納克爾星人邦迪羅 - 岸哲生（日语：岸哲生）（5）
- 超人力霸王傑洛 - 宮野真守（5）
- 石化魔獸加高爾貢 / 怪貓ムー - 耶尼亞（日语：Jenya）（7 / 18）
- 高速宇宙人斯蘭星人庫維拉 - 松本健太（日语：松本健太）（8）
- 黑暗星人巴巴爾星人 - 直塚和紀（9）
- 變身怪人傑頓星人 - 小野友樹（9）
- 三面怪人達達 - 前田高宏（9）、南雲大輔（日语：南雲大輔）（16）
- 誘拐怪人凱姆爾人 - 外島孝一（日语：外島孝一）（9,16）
- 宇宙惡靈阿庫馬尼亞星人- 祐仙勇（12,13）
- 暗黑星人夏普雷星人 - 陣谷遥（日语：陣谷遥）（12 - 14）
- 幻影宇宙大王亡靈莫爾德 - 宇垣秀成（13,14）
- 宇宙商人馬擎多星人 - 金子冬青（日语：金子はりい）（14 / 16）
- 自衛隊の招集連絡員 / 三面写真の撮影官 - 田口清隆（15[29] / 16[30]
- 人工生命M1号 - 飯塚昭三（19）
- 隼人的父親 - 千葉繁（21}}）
- 梵頓星人格爾曼博士（2 - 14,16 - 22） / 旁白（1） - 松本保典
- 音声 / 公告 - 山村響

戲服演員
- 超人力霸王X、超人力霸王傑洛、超人力霸王勝利 - 岩田栄慶（日语：岩田栄慶）
- 熔鉄怪獣デマーガ、火山怪鳥バードン、ファントン星人グルマン、メカ守護獣ルディアン、ナックル星人 名栗、不動怪獣ホオリンガ、古代怪獣ゴメス、深海怪獣グビラ、どくろ怪獣レッドキング、人工生命M1号、バグバズンブルード - 新井宏幸（日语：新井宏幸）
- 超人力霸王傑洛、石化魔獣ガーゴルゴン、高速宇宙人クワイラ、電脳怪獣サイバーゴモラ - 岡部暁（日语：岡部暁）
- 地底怪獣テレスドン、宇宙大怪獣ベムスター、用心棒怪獣ブラックキング、海獣キングゲスラ、EXゴモラ - 横尾和則（日语：横尾和則）
- イカルス星人 伊刈 - 矢﨑大貴
- 凶悪宇宙人ザラブ星人、暗殺宇宙人ナックル星人バンデロ、バルキー星人 春木 - 力丸佳大（日语：力丸佳大）
- 超人力霸王馬克斯、彗星怪獣ドラコ - 石川真之介（日语：石川真之介）
- 宇宙恐竜ゼットン、三面怪人ダダ、熔鉄怪獣ツルギデマーガ - 梶川賢司
- 友好珍獣ピグモン - 丸田聡美（日语：丸田聡美）
- ファントン星人グルマン - 福島弘之
- 暗黒星人ババルウ星人 - 常光博武（日语：常光博武）
- 誘拐怪人ケムール人、幻影宇宙大王モルド・スペクター、虚空怪獣グリーザ - 桑原義樹（日语：桑原義樹）
- 変身怪人ゼットン星人、ロボット怪獣キングジョー、超人力霸王銀河、超人力霸王納克斯 - 寺井大介（日语：寺井大介）
- 宇宙悪霊アクマニヤ星人レフリー - 稲庭渉（日语：稲庭渉）
- 根本史彦
- 大村将弘
- 安達仁美（日语：安達仁美）
- 山口仁美
- 川手利文（日语：川手利文）
- 福田憲文
- 永地悠斗
- 湯原愛子
- 鈴木美奈子

## 各集標題
| 播放日期                            | 話數 | 日本原文標題 | 香港中文標題            | 登場怪獸、宇宙人、其他登場的超人 | 編劇            | 監督            |
| ----------------------------------- | ---- | ------------ | ----------------------- | --- | --------------- | --------------- |
| 2015年7月15日 2017年3月30日(香港）  | 01   |              | 星空的聲音              | - 熔鐵怪獸迪瑪迦 | 小林雄次        | 田口清隆        |
| 2015年7月24日 2017年3月31日(香港）  | 02   |              | 可能性的集合體          | - 火山怪鳥巴頓 | 小林弘利        | 田口清隆        |
| 2015年7月28日 2017年4月6日(香港）   | 03   |              | 呼喚夜幕的歌聲          | - 地底怪獸泰萊斯通 - 地底女 | 中野貴雄        | 田口清隆        |
| 2015年8月4日 2017年4月7日(香港）    | 04   |              | All For One             | - 宇宙大怪獸貝蒙斯坦 - 兇惡宇宙人扎拉布星人 | 黒澤久子        | 坂本浩一        |
| 2015年8月11日 2017年4月13日(香港）  | 05   |              | 神盾閃耀之時            | - 保鏢怪獸布萊克王 - 暗殺宇宙人納克爾星人邦迪羅 - 超人力霸王傑洛 | 中野貴雄        | 坂本浩一        |
| 2015年8月18日 2017年4月14日(香港）  | 06   |              | 擁有星之記憶的男人      | - 石化魔獸加高爾貢 - 機械守護獸盧迪安 | 小林弘利        | 辻本貴則        |
| 2015年8月25日 2017年4月20日(香港）  | 07   |              | 跨越星河的誓言          | - 石化魔獸加高爾貢 - 機械守護獸盧迪安 | 小林雄次        | 辻本貴則        |
| 2015年9月1日 2017年4月21日(香港）   | Re.1 |              | 相遇，然後成為同伴      | - (第1話至第7話登場怪獸） | （1-7集回顧）   | （1-7集回顧）   |
| 2015年9月8日 2017年4月27日(香港）   | 08   |              | 成為目標的X             | - 宇宙恐龍杰頓 - 高速宇宙人斯蘭星人庫維拉 - 超人力霸王馬克斯 | 林壯太郎        | 阿部雄一        |
| 2015年9月15日 2017年4月28日(香港）  | 09   |              | 我們是星雲              | - 宇宙海人巴爾基星人春木 - 異次元宇宙人伊卡爾斯星人伊刈 - 暗殺宇宙人納克爾星人名栗 - 宇宙惡靈阿庫馬尼亞星人 - 誘拐怪人凱姆爾人 - 變身怪人傑頓星人 - 三面怪人達達 - 黑暗星人巴巴爾星人 - 海獸幼年薩梅鯨喬利      | 中野貴雄        | 阿部雄一        |
| 2015年9月22日 2017年5月4日(香港）   | 10   |              | 怪獸不會動              | - 不動怪獸法奧林加 | 柳井祥緒        | 富田卓          |
| 2015年9月29日 2017年5月5日(香港）   | 11   |              | 未知的朋友              | - 宇宙機器人金古橋 - 電腦怪獸虛擬哥莫拉 | 小林雄次        | 富田卓          |
| 2015年10月6日 2017年5月11日(香港）  | 12   |              | 彩虹的目的地            | - 熔鐵怪獸迪瑪迦 - 熔鐵怪獸暗劍迪瑪伽 - 變形怪獸扎拉加斯 | 內田裕基        | 坂本浩一        |
| 2015年10月13日 2017年5月12日(香港） | 13   |              | 導向勝利之劍            | - 幻影宇宙大王亡靈莫爾德 - 幻影宇宙女王亡靈吉娜 - 佩刀暴君馬格瑪星人 - 暗黑星人夏普雷星人 - 宇宙商人馬擎多星人 - 機械怪獸機械哥莫拉 - 電腦怪獸虛擬哥莫拉 - 超人力霸王勝利 - 超人力霸王銀河                      | 三好昭央        | 坂本浩一        |
| 2015年10月20日 2017年5月18日(香港） | 14   |              | 光輝的大空、連繫的大地  | - 幻影宇宙大王亡靈莫爾德 - 幻影宇宙女王亡靈吉娜 - 佩刀暴君馬格瑪星人 - 暗黑星人夏普雷星人 - 宇宙商人馬擎多星人 - 機械怪獸機械哥莫拉 - 電腦怪獸虛擬哥莫拉 - 超人力霸王勝利 - 超人力霸王銀河 - 超人力霸王銀河勝利 | 林壯太郎        | 坂本浩一        |
| 2015年10月27日 2017年5月19日(香港） | Re.2 |              | 超越極限的勝利之光      | - (第8話至第14話登場怪獸） | （8-14集回顧）  | （8-14集回顧）  |
| 2015年11月3日 2017年5月25日(香港）  | 15   |              | 戰士的背後              | - 古代怪獸哥美斯 - 電腦怪獸虛擬哥莫拉 | 黒澤久子        | 田口清隆        |
| 2015年11月10日 2017年5月26日(香港） | 16   |              | 激拍，Xio貼身追訪24小時 | - 誘拐怪人凱姆爾人 - 宇宙怪人蟬女 - 三面怪人達達 - 深海怪獸古維拉 | 中野貴雄        | 田口清隆        |
| 2015年11月17日 2017年6月1日(香港）  | 17   |              | 朋友是怪獸              | - 友好珍獸皮克蒙 - 海獸格斯拉王 | 勝冶京子        | 辻本貴則        |
| 2015年11月24日 2017年6月2日(香港）  | 18   |              | 渡之戀                  | - 骷髏怪獸雷德王 - 骷髏怪獸EX雷德王 - 怪貓 - 彗星怪獸多拉考 | 黒澤久子        | 辻本貴則        |
| 2015年12月1日 2017年6月8日(香港）   | 19   |              | 共同生存                | - 古代怪獸哥莫拉 - 古代怪獸EX哥莫拉 - 人工生命體M1號 | 三浦有為子      | 阿部雄一        |
| 2015年12月8日 2017年6月9日(香港）   | 20   |              | 羈絆，一體              | - 宇宙怪獸百慕拉 - 昆蟲型異生獸拜格巴尊 - 超人力霸王納克斯 | 小林弘利        | 阿部雄一        |
| 2015年12月15日 2017年6月15日(香港） | 21   |              | 美麗的終焉              | - 虛空怪獸格利扎 | 小林弘利        | 田口清隆        |
| 2015年12月22日 2017年6月16日(香港） | 22   |              | 彩虹大地                | - 虛空怪獸格利扎 - 骷髏怪獸EX雷德王 - 古代怪獸EX哥莫拉 - 熔鐵怪獸暗劍迪瑪伽 | 小林雄次        | 田口清隆        |
| 2016年1月5日 沒有播放本集(香港）    | Re.3 |              | 羈絆緊繫的世界          | - (第15話至第22話登場怪獸） | （15-22集回顧） | （15-22集回顧） |

## 製作人員
- 導演 - 田口清隆、坂本浩一、辻本貴則、アベユーイチ、冨田卓
- 劇本統籌 - 小林雄次、中野貴雄、小林弘利、黑澤久子
- 編劇 - 小林雄次、小林弘利、中野貴雄、黑澤久子、林壯太郎、柳井祥緒、內田裕基、三好昭央、勝冶京子、三浦有為子
- 監製 - 大岡新一
- 企劃 - 猪狩友宏、片野良太(萬代)、仲吉治人(萬代影視)、山西太平(電通)
- 製作總括 - 岡崎聖
- 首席製作人 - 北浦嗣巳
- 製作人 - 菊池英次
- 企劃協力 - 稲山浩文、春山ゆきお（萬普）、渋谷浩康、仲井智徳、有澤亮哉
- 番組擔當 - 吉野文（東京電視台）、小掛慎太郎、竹葉理沙
- 番組宣傳 - 石原裕也（東京電視台）、徳田良平
- 攝影導演 - 髙橋創
- 照明 - 武山弘道
- 美術 - 木場太郎
- 錄音 - 藤丸和徳、星一郎
- 編集 - 矢船陽介
- 場記 - 山内薫、山﨑美緒、今野七香、笹本千鶴
- 操演 - 根岸泉
- 助導演 - 武居正能
- 特攝助導演 - 越知靖
- 動作指導 - 岡野弘之
- 視覺特效 - 三輪智章
- VFX協調 - 豊直康
- 角色設定 - 後藤正行、田口清隆、三ノ輪さりと、辻本貴則、冨田卓
- 特殊造型 - 潤淵隆文、品田冬樹、開米敏雄、田原俊、橋本琢、横内浩樹、村上佳代、八木将勝、田中史郎
- 選角 - 空閑由美子、島田和正
- 服裝 - 江森明日佳、澤井史野、清水寿美子
- 髮型、化妝 - 梶清恵
- 裝飾 - 大藤邦康
- 道具 - 熊切佑美、三﨑茉莉子
- 背景 - 島倉二千六
- 分鏡 - なかの★陽、西川伸司、市川智茂、坂本浩一、林谷和樹
- 標題標誌設計 - 竹内純
- 字幕設計 - 井野元大輔
- 造型 - 山部拓也、小林靖博、山長和徳、亀田義郎
- 角色保養 - 福井康之、宮川秀男
- 音響效果 - 古谷友二
- 音樂 作曲．編曲 - 小西貴雄
- 音樂製作 - 鈴木俊太郎（rooM78）
- 音樂協力 - テレビ東京ミュージック
- 軍事指導 - 越康広、長谷部浩幸
- 橄欖球指導 - 吉田祐太
- 光學作畫 - 飯塚定雄
- 靜止影像 - 橋本賢司
- 製片 - 島崎淳、太谷公亮
- 助理製片 - 鶴田幸伸、村山和之、手島光一
- 車輛協力 - 日產汽車
- 車輛特技 - 高橋レーシング
- 迷你模型設計 - マーブリング・ファインアーツ
- 機體設計 - 宗特機
- 筆記型電腦協力 - 日本微軟
- 技術協力 - IMAGICA
- VFX・CG - 日本映像クリエイティブ、アンダーグラフ、キュー・テック、林デジタル工務店、有限会社イコナ、株式会社 幻影、TSUBAKI、MAGNUS-AGRI
- 美術協力 - アートフォー
- 特攝攝影棚 - 日活調布撮影所
- 外景攝影協力 - はだのクリーンセンター、富士急グループ プレジャーフォレスト、多摩市、木更津市、明星大學
- 連載協力 - 講談社、小學館
- 協力 - 日本ラグビーフットボール協会、FamilyMart
- 製作 - 「ウルトラマンエックス」製作委員会
- 製作・著作 - 圓谷製作

## 主題曲

### 片頭曲
Ultraman X
作詞：おちまさと
作曲：小西貴雄
編曲：小西貴雄
主唱：Voyager_(音楽ユニット) feat.大空大地

### 片尾曲
Unite 〜君とつながるために〜
作詞：TAKERU／瀨下千晶
作曲：小西貴雄
編曲：小西貴雄
主唱：Voyager_(音楽ユニット)

## 相關作品

### 電影
- 《超人X大電影 我們的超人來了》（2016年上映）

## 播放詳情

### 日本
- 東京電視台

播出日期：2015年7月14日 - 2015年12月22日
播出時間：逢星期二 18:00-18:30(日本時間)

### 香港
- ViuTV

香港由2017年3月30日起，於本地免費地面電視ViuTV播放，提供粵語／日語雙語廣播，並設提供中文字幕。
| ViuTV 星期四、五 16:30-17:00 節目   | ViuTV 星期四、五 16:30-17:00 節目                             | ViuTV 星期四、五 16:30-17:00 節目 |
| ----------------------------------- | ------------------------------------------------------------- | --------------------------------- |
|                                     | 超人X （包括總集編第1、2集） （2017年3月30日－2017年6月16日） |                                   |
| 魔神之骨 （星期四、五 17:00-17:30） | 神勇小白鼠                                                    |                                   |

### 中國大陸
- 上海新創華文化發展有限公司

中國大陸地區版權總代理為上海新創華文化發展有限公司，首播时于2015年7月14日 - 2015年12月22日与日本同步网络放送日文版，在2017年3月下旬於網絡發行官方國語配音版。
發佈時間：2017年3月下旬
發佈媒介：愛奇藝、騰訊視頻、樂視網
配音工作室：北斗企鵝工作室
配音導演：林强、李佳怡

## 外部連結
- （日語）《超人X》官方網站 （页面存档备份，存于）
- （日語）東京電視台《新超人列傳》官方網站 （页面存档备份，存于）
- ViuTV《超人X》重溫 （页面存档备份，存于）
- 愛奇藝《艾克斯奧特曼 國語版》 （页面存档备份，存于）